# Sebastian Grimus

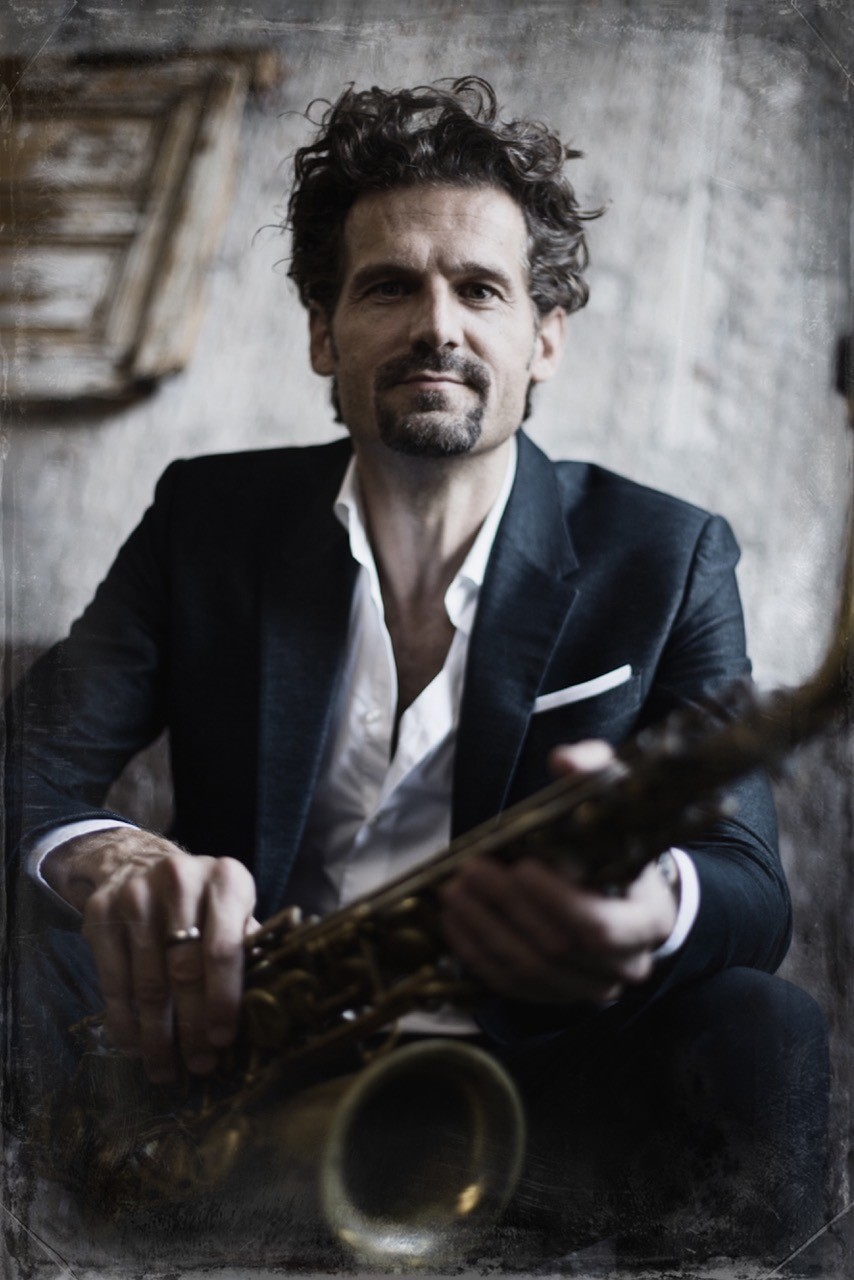
Sebastian Grimus (2019)

Sebastian Grimus (*  1970 in Hollabrunn, Niederösterreich) ist ein österreichischer Saxophonist und Komponist im Bereich Funk, Pop, Electro und House. Er lebt als freischaffender Saxophonist in Wien.

## Leben und Wirken
Grimus absolvierte von 1989 bis 1995 ein Saxophon-Studium am Konservatorium der Stadt Wien. Es folgten bis 1997 Studien am Berklee College of Music in den USA. Besonders prägend war dort die Zusammenarbeit mit Little Joe Cook, einem R&B-Sänger, der in den 1950er-Jahren einmal einen Top-20-Hit in den Billboard Charts hatte, den Peanuts Song – und dadurch unter „Peanut Man“ bekannt wurde. In dieser Zeit nahm Grimus studienbegleitend Unterricht bei Saxophonisten, wie Fred Lipsius, Lenny Pickett, Brandon Fields (Dave Weckl Band) und Eric Marienthal.
Grimus ist seit 2015 Saxophonist der Band Parov Stelar. Er war rund 20 Jahre Saxophonist des Hot Pants Road Club und spielte zudem über viele Jahre in den Bands The Bad Powells und Live Spirits. Seine eigene Musik unter dem Bandnamen Grimusic wird in kleineren Clubs gespielt. Bei seinem Musikprojekt 7YFN agiert Grimus als Komponist und Produzent. Live ist er dabei am Saxophon und an den Turntables zu erleben.
Da Grimus sein Instrumentarium über die Jahre auf Sopransaxophon, Altsaxophon, Tenorsaxophon, Baritonsaxophon, EWI Saxophone, Flöte, Piccoloflöte, Querflöte, Klarinette und Bassklarinette ausbaute, wurde er auch für die Arbeit in Orchestern und für größere Produktionen engagiert. So wirkte er neben seinem Soloprojekt Grimusic bei zahlreichen Bühnen-, TV- und Studio-Produktionen mit. Es erfolgte eine Zusammenarbeit mit unter anderem Wolfgang Ambros, Boris Bukowski, Andy Baum, Dorretta Carter, Emma Lanford, Dennis Jale, Buddy Johnson, Stella Jones, Hansi Lang, Andy Lee Lang, Mo, Sandra Pires, T.C. Pfeiler, Raphael Wressnig.
Grimus nahm am Jazzfest Havanna gemeinsam mit der Band von Iris Camaa teil, trat 2016 Coachella-Festival sowie beim Summerjam mit Parov Stelar auf. Weiters konzertierte er zum Beispiel bei der Jazz Night in Zug, der Austrian Jazz Night in Los Angeles sowie bei Festivals und Konzerten in Ländern wie Australien, Belgien, Bulgarien, Deutschland, Estland, Finnland, Frankreich, Griechenland, Holland, Indien, Italien, Kroatien, Lettland, Marokko, Tschechien, Tunesien, Türkei, Rumänien, Russland, Schweiz, Serbien, Slowenien, Slowakei, Spanien, Ukraine, Ungarn, Polen, Portugal, Vereinigte Arabische Emirate sowie den Vereinigten Staaten von Amerika.
Unter dem Namen 7YFN (Seven Years from Now) begann Grimus 2018, seine eigenen Songs zu produzieren. 2019 veröffentlichte er seine erste Single Sign. Sign war im Sommer 2019 für 8 Wochen auf Platz 1 der Superfly Radio Charts in Österreich. Im Oktober 2019 folgte der Release des zweiten Tracks Walk Tall, den Grimus für seinen siebenjährigen Sohn komponierte und produzierte. Darauf folgten weitere 7YFN-Tracks: I Won´t, Love You Better, Here for You und 2021 der Song Walking on Clouds, der von der österreichischen Newcomerin und ORF-Starmania 2022-Teilnehmerin Salina gesungen wurde sowie die Songs Paradox und Paint the Sky feat. Anna-Sophie. die am 3. April 2025 veröffentlicht wurden.
Grimus absolvierte zudem eine Ausbildung zum Trainer für kohärente Atmung und gibt hierzu Seminare.

## Privates
Grimus ist verheiratet und Vater eines Sohnes.

## Diskografie
- Grimus 1970 (Diversity Records; 2019)
- Sign (Monsieur Blue Records; 2019)
- Walk Tall ft. Weldon (Monsieur Blue Records; 2019)
- I Won´t (Monsieur Blue Records; 2020)
- Love You Better (Monsieur Blue Records; 2021)
- Here for You Saxity | BoyBoyBoy | 7YFN
- Walking on Clouds ft. Salina (Monsieur Blue Records; 2021)
- Paradox 7YFN ft. Sebastian Grimus (Monsieur Blue Records; 2024)
- Danube Blue ft. Sebastian Grimus (Monsieur Blue Records; 2024)
- Paint the Sky feat. Anna-Sophie (Monsieur Blue Records; 2025)